# Галиш-Ловачка
Галиш-Ловачка — археологический памятник, поселение 3-1 века до н. э., железоотделочный производственный центр. Располагается в северо-восточной части горы Ловачка, на востоке от с. Клячаново Мукачевского района Закарпатской области. Памятник открыт в 1860-х гг. Т. Легоцким, в 1930-х гг. обследован Я. Янковичем, братьями Затлукалами и П. Совой, а в 1962 и 1964 годах — закарпатской экспедицией Института археологии АН УССР. Занимает 15 га, на которых зафиксировано 24 полуземляночных жилища, хозяйственные сооружения, более 1 тысячи изделий из металла, керамическая посуда. Население входило в латенскую культуру.